# Syrphophagus dlabolianus
Syrphophagus dlabolianus är en stekelart som beskrevs av Hoffer 1970. Syrphophagus dlabolianus ingår i släktet Syrphophagus och familjen sköldlussteklar.
Artens utbredningsområde är Mongoliet. Inga underarter finns listade i Catalogue of Life.